# Garm Hava
Garm Hava, auch Garam Hawa (Hindi: गर्म हवा garma havā, Englisch: Hot Winds oder Scorching Winds), ist ein Hindi-Film von M. S. Sathyu aus dem Jahr 1973 mit Balraj Sahni in der Hauptrolle. Der Film basiert auf einer unveröffentlichten Kurzgeschichte der Schriftstellerin Ismat Chughtai. Von der Internetzeitung indiatimes ist der Film unter den Top 25 Must See Bollywood Movies gewählt worden. Auch international erregte der Film Aufmerksamkeit und wurde für den Palme d’Or bei den Internationalen Filmfestspielen von Cannes nominiert.

## Handlung
1947 nach der Teilung Indiens: Die muslimische Familie Mirza lebt in Agra. Der älteste Sohn Halim ist nach Karatschi, Pakistan, ausgewandert, weil er sich dort als Politiker eine bessere Zukunft erhofft. Nicht so der jüngere Bruder Salim, der sein kleines Schusterunternehmen und seine Heimat nicht verlassen will. Salims ältester Sohn Baqar unterstützt ihn in den geschäftlichen Tätigkeiten, während der jüngere Sohn Sikandar kurz vor Beendung seines Studiums steht. Die einzige Tochter, Amina, ist mit ihrem Cousin Kazim verlobt, den sie bald heiraten möchte.
Doch die Sterne stehen nicht gut für die Familie. Das Geschäft läuft schlecht und Salim wird kein Kredit gewährt, um die momentane Krise zu überbrücken. Grund dafür ist die Umsiedlung vieler Muslime nach Pakistan, die ihre Schuld bei den Banken nicht beglichen haben. Um zu überleben, bleibt Salim nichts anderes übrig als das Haus zu verkaufen. Nach langer Suche ziehen sie in eine Mietwohnung ein, was Salims Mutter fast das Herz bricht.
Baqar konnte nicht mit ansehen, wie das Geschäft seines Vaters den Bach herunter geht. Er entscheidet sich für Pakistan mit Ehefrau und Sohn im Schlepptau.
Für Amina scheint das Eheglück weit entfernt, denn Halim will seinen Sohn Kazim mit der Tochter eines pakistanischen Politikers verheiraten. Nun lässt sie sich doch auf Shamshad ein, der sie die ganze Zeit umwirbt. Allerdings zieht auch Shamshads Familie bald nach Pakistan. Obwohl er ihr verspricht sie zu heiraten, kann er das Versprechen nicht einhalten. Amina kann dieses Leid nicht weiter ertragen, bis sie sich schließlich das Leben nimmt.
Sikanders Zukunft verspricht auch keine allzu großen Hoffnungen. Trotz seiner bestandenen Examen, findet er keine Arbeit. Bei jedem Vorstellungsgespräch wird ihm geraten in Pakistan sein Glück zu versuchen.
Nach all den Demütigungen will nun auch Salim das Land verlassen. Nur Sikander will noch nicht aufgeben und will sich den Problemen stellen. Auf dem Weg zum Bahnhof geraten sie in eine Demonstration, an der sich auch Sikander beteiligen wollte. Sie alle protestieren gegen die Arbeitslosigkeit und Diskriminierung. Salim will Sikander nicht davon abhalten, während er seinem Fahrer anordnet, seine Frau wieder nach Hause zu fahren. Er selbst steigt aus der Kutsche und beteiligt sich an der Demonstration mit den Worten sich endlich aus der Isolation zu befreien und der neuen Realität ins Gesicht zu sehen.

## Musik
| Song                   | Sänger                |
| ---------------------- | --------------------- |
| „Maula Saleem Chishti“ | Aziz Ahmed Khan Warsi |

## Auszeichnung
Internationale Filmfestspiele von Cannes 1974
- nominiert für die Palme d’Or

National Film Awards
- Nargis Dutt Award an M. S. Sathyu

Filmfare Award 1975
- Filmfare Award/Bester Dialog an Kaifi Azmi
- Filmfare Award/Bestes Drehbuch an Shama Zaidi, Kaifi Azmi
- Filmfare Award/Beste Story an Ismat Chughtai, Kaifi Azmi

Nominierungen
- Filmfare Award/Beste Regie an M. S. Sathyu
- Filmfare Award/Bester Film an M. S. Sathyu

Bei den Academy Awards wurde der Film in der Kategorie Bester fremdsprachiger Film vorgeschlagen, allerdings kam es nicht zu einer Nominierung.

## Kritik
(...) In vieler Hinsicht ist „Garm Hava“ der wichtigste Film seit der Unabhängigkeit [Indiens]. (Times of India)